# Evangelos
Evangelos (Ευάγγελος) ist ein männlicher griechischer Vorname mit der Bedeutung Guter Bote.

## Herkunft und Bedeutung des Namens
Der Name entstammt der griechischen Sprache: abgeleitet von εὐαγγέλιον (Evangelium) „Gute Nachricht“ oder „Frohe Botschaft“.

## Namenstag
25. März, passend zur Bedeutung des Namens der Tag des Festes Mariä Verkündigung

## Träger
- Evangelos Alexandris (griechisch Ευάγγελος Αλεξανδρής, * 2. Februar 1951 in Griechenland), ehemaliger griechischer Basketballspieler und aktueller Trainer
- Evangelos Averoff-Tositsas (* 17. April 1910 in Trikala; † 2. Januar 1990 in Athen; griechisch Ευάγγελος Αβέρωφ), konservativer griechischer Politiker, Schriftsteller und Industrieller aromunischer (vlachischer) Herkunft
- Evangelos Damaskos (griechisch Ευάγγελος Δαμάσκος; * / † unbekannt), griechischer Leichtathlet, der im ausgehenden 19. Jahrhundert aktiv war
- Evangelos Konstantinou (Ευάγγελος Κωνσταντίνου, * 1933 in Askri bei Theben; † 2015), deutsch-griechischer Byzantinist
- Evangelos Mantzios (griechisch Ευάγγελος Μάντζιος, * 22. April 1983 in Athen), griechischer Fußballspieler
- Evangelos Maheras (griechisch Ευάγγελος Μαχαίρας, * 1918; † 13. November 2015) griechischer Jurist, Rektor der Universität Athen, Politiker und Präsident des Weltfriedensrates
- Evangelos Meimarakis (griechisch Ευάγγελος Μεϊμαράκης, * 14. Dezember 1953 in Athen), griechischer Politiker
- Evangelos Moras (griechisch Ευάγγελος „Βαγγέλης“ Μόρας, * 26. August 1981 in Larisa), griechischer Fußballspieler
- Evangelos Nessos (* 27. Juni 1978), ehemaliger deutscher Fußballspieler griechischer Abstammung
- Evangelos Pavlidis (griechisch Ευάγγελος „Βαγγέλης“ Παυλίδης; * 21. November 1998), griechischer Fußballspieler, siehe Vangelis Pavlidis (Fußballspieler)
- Evangelos Odysseas Papathanassiou (griechisch Ευάγγελος Οδυσσέας Παπαθανασίου, * 29. März 1943 in Agria bei Volos, Griechenland; † 17. Mai 2022 in Paris), griechischer Komponist, siehe Vangelis
- Aristides Evangelos Phoutrides (griechisch Αριστείδης Ευάγγελος Φουτρίδης, auch in der Transkription: Aristidis Evangelus Phutridis, * 1887 auf der ostägäischen Insel Ikaria; † 1923 in New Haven, Connecticut, USA), griechischer Klassischer Philologe und Neogräzist
- Evangelos Tassopoulos (* 1. Januar 1971; Pseudonym: Fivos), griechischer Komponist
- Evangelos Tsantalis, Gründer des Weinguts Tsantali auf Chalkidiki
- Evangelos Venizelos (griechisch Ευάγγελος Βενιζέλος; * 1. Januar 1957 in Thessaloniki), griechischer Jurist und Politiker
- Evangelos Vettas (* 23. Oktober 1974), griechischer Poolbillardspieler
- Evangelos Vourtzoumis (griechisch Ευάγγελος Βουρτζούμης, * 30. Oktober 1969 in Griechenland), ehemaliger griechischer Basketballspieler.
- Evangelos Zappas (griechisch Ευαγγέλης Ζάππας; * 1800 in Labovë e Madhe, heute Albanien; † 19. Juni 1865 in Broşteni (Ialomiţa), heute Rumänien), griechischer Kaufmann und Mäzen

## Diminutiv
- Vangelis
- Vangos

## Varianten
- Evangelia (gr. Ευαγγελία), die weibliche Variante des Namens

## Belege
1. ↑  Evangelos Venizelos: Guter Bote mit schlechter Botschaft. OÖN, abgerufen am 25. September 2012.
2. ↑  Euro-Retter lassen Athen nachsitzen. Kleine Zeitung, archiviert vom Original am 26. März 2012.
3. ↑  Griechenland ringt um neue Regierung. Der Standard, abgerufen am 25. September 2012.
4. ↑  Rosa Kohlheim, Volker Kohlheim: Duden. Lexikon der Vornamen. 6. Auflage. Dudenverlag, Mannheim/Zürich 2013, ISBN 978-3-411-04946-2, S. 135.